# آیتوو (شهرستان بورایفسکی، باشقیرستان)
آیتوو (انگلیسی: Aitovo, Burayevsky District, Republic of Bashkortostan) یک شهرک در شهرستان بورایفسکی باشقیرستان کشور روسیه است.